# Monstre Marin Corporation
Pour les articles homonymes, voir MMC.
Monstre Marin Corporation (MMC) est un label discographique français, anciennement basé à Paris, actif entre 2013 et 2020. Il est fondé par le rappeur et chanteur Gims, et affilié à la maison de disques Universal Music France. La première compilation du label La Monster Party chapitre 1 est publiée le 30 juin 2014. En parallèle, Gims ouvre une boite de management nommée Warano Consulting.

## Histoire
En 2013, Gims fonde Monstre Marin Corporation avec Pascal Nègre. Ce dernier annonce l'intégration directe de MMC à Universal. « Maître Gims est un des artistes les plus doués de sa génération ! Je me réjouis de l’accompagner avec Universal Music dans sa découverte de nouveaux talents et dans le développement de son label Monstre Marin », explique-t-il sur sa page Twitter. Le logo du label est dévoilé au début de 2014.
En février 2014, L'Algérino rejoint le label, suivi en juin 2014 de Mac Tyer. Monstre Marin Corporation publie sa première compilation La Monster Party chapitre 1 le 30 juin 2014. Selon BFM TV, Gims et Mac Tyer ont vendu 50 % du label Monstre Marin Corporation en 2014 pour 1.000.000€ euros. Cette structure vendue à Universal Music France a regroupé de nombreux artistes comme Vitaa, Souf, Mac Tyer, L'Algérino, MA2X, Lartiste ou encore le duo Marin Monster, tous partis et remplacés par des artistes en devenir comme DJ Arafat, DJ Last One, Amalya ou Savana Blues.
Le label met fin à ses activés le 13 janvier 2020.

## Groupes et artistes

### Anciens artistes
- Amalya (chanteuse pop soul ancienne participante de The Voice)
- L'Algérino (rappeur marseillais, anciennement signé sur le label 361 Records d'Akhenaton puis signé en artiste sur le label Six-O-Nine de Sinik[11])
- Vitaa (chanteuse anciennement au label Def Jam pour rejoindre MMC[12])
- Lartiste (chanteur et rappeur anciennement signé sur le label Six-O-nine de Sinik)
- Lisandro Cuxi (il avait signé avec le label en 2018, mais l’album prévu n’a pas été sorti parce que Lisandro a pris son indépendance dans ce deuxième album).
- Ma2x (chanteur)
- Mac Tyer (rappeur de la Seine-Saint-Denis anciennement en indépendant)[13].
- X-Gangs, rappeur, grand frère de Maître Gims[14].
- L'Insolent (rappeur du groupe L'institut, anciennement signé sur le label Wati B[15])
- Saty Djelass (chanteur, grand frère de Maître Gims)
- Souf (chanteur)
- Cinco (anciennement connu sous le nom de Zgarman, originaire du Val-de-Marne)
- DJ Arafat (DJ ivoirien[16])
- Savana Blues (chanteuse)
- Louka (chanteur)
- DJ Last One (DJ de Maitre Gims)
- Syam (chanteuse)
- Kaaris (rappeur en édition chez M.M.C)

### Anciens groupes
- Marin Monster, composé de Bedjik et de Yanslo (rappeur du 9e arrondissement de Paris).
- Dr. Yaro et La Folie en édition chez M.M.C

### Producteurs
- Yalatif Beatz (compositeur)
- Double X (compositeur)